# Europees kampioenschap zeilwagenrijden 1997
Het Europees kampioenschap zeilwagenrijden 1997 was een door de Internationale Vereniging voor Zeilwagensport (FISLY) georganiseerd kampioenschap voor zeilwagenracers. De 35e editie van het Europees kampioenschap vond plaats in het Britse Lytham St Annes. 

## Uitslagen
| klasse   | Goud                   | Zilver                | Brons           |
| -------- | ---------------------- | --------------------- | --------------- |
| Standart | David Ravaut           | Yann Leclerc          | René Hingant    |
| Klasse 2 | Jean Marc Grimonpont   | Georges Ameele        | Henri Demuysere |
| Klasse 3 | Gareth Rowland         | Hans-Werner Eickstädt | Ivan Ameele     |
| Klasse 5 | Jean-Philippe Krischer | Chris Wright          | Michel Jacq     |

1963 ·
1964 ·
1965 ·
1966 ·
1967 ·
1968 ·
1969 ·
1970 ·
1971 ·
1972 ·
1973 ·
1974 ·
1975 ·
1976 ·
1977 ·
1978 ·
1979 ·
1980 ·
1981 ·
1982 ·
1983 ·
1984 ·
1985 ·
1986 ·
1987 ·
1988 ·
1989 ·
1990 ·
1991 ·
1992 ·
1993 ·
1994 ·
1995 ·
1996 ·
1997 ·
1998 ·
1999 ·
2000 ·
2001 ·
2002 ·
2003 ·
2004 ·
2005 ·
2006 ·
2007 ·
2009 ·
2010 ·
2011 ·
2013 ·
2015 ·
2016 ·
2017 ·
2019 ·
2020 ·